# هنري دبليو. بلير
هنري دبليو. بلير (بالإنجليزية: Henry W. Blair)‏ هو محامي ودبلوماسي وسياسي أمريكي، ولد في 6 ديسمبر 1834 في نيوهامبشير في الولايات المتحدة، وتوفي في 14 مارس 1920 في واشنطن العاصمة في الولايات المتحدة. حزبياً، نشط في الحزب الجمهوري. وقد انتخب عضو مجلس ولاية نيوهامبشير وانتخب عضو مجلس النواب الأمريكي وانتخب عضو مجلس الشيوخ الأمريكي.

## روابط خارجية
- هنري دبليو. بلير على موقع الموسوعة البريطانية (الإنجليزية)